# Todophora abieti
Todophora abieti är en insektsart som först beskrevs av Matsumura 1904.  Todophora abieti ingår i släktet Todophora och familjen spottstritar. Inga underarter finns listade i Catalogue of Life.